# Битва при Бир-Билале
Битва при Бир-Билале или битва при Бреге — сражение Второй итальянско-ливийской войны, произошедшее 10 июня 1923 года между Санусийским орденом и итальянскими войсками, в котором сануситы одержали громкую победу.

## Предыстория
В апреле 1923 года (Рамадан 1341 года хиджры) итальянцы захватили Адждабию. После чего итальянцы попытались подчинить племена Магербов или убедить их присоединиться к ним, учитывая тот факт, что они представляли опасность для них и их баз. После взятия Адждабии началась подготовка к захвату важной морской базы Брега для любой внутренней кампании. Проведение операции было поручено майору Мелли, которому было поручено командовать VII Эритрейским батальоном.
VII Эритрейский батальон состоял из 400 винтовок, роты кавалерии и группы бронетехники под командованием капитана Тельгера. По другим данным, итальянцы располагали силами в 5000 человек и 100 бронетехникой. Войскам майора Мелли было решено пройти маршем из Адждабии в Курайн и Брегу, в то время как капитан Тельгер сделал широкий обход, чтобы избежать песчаных участков, проходящих через Аль-Катифью к Бир-Билалу.

## Ход битвы
Когда 10 июня итальянская бронетехника приближалась к Бир-Билалу, они оказались в окружении сил сануситов. Множество пуль обрушилось на итальянские машины, полностью уничтожив их, в том числе и капитана Тельгера. После чего сануситы захватили их оружие и другое оборудование. Узнав об этом, майор Мелли поспешил на место происшествия в сторону Бир-Билала. Однако он и его войска были атакованы сануситами возле Аби-Карады, недалеко от побережья, и итальянцы потерпели очередное поражение.

## Последствия
Поражение Италии при Бир-Билале считалось одним из самых серьёзных поражений на востоке Итальянской Ливии. Итальянцы потерпели неудачу из-за нескольких факторов: плохая погода на территории, не позволившая итальянцам использовать свои ВВС; волнение на море, которое не позволило итальянскому кораблю прикрыть итальянские войска; и наконец, недооценка численности сануситов, поскольку они предполагали, что у них имеется не более 150 человек.
В июле итальянцы провели 57 воздушных операций по бомбардировке домов ливийцев и их скота. 25 августа большие силы достигли Бир-Билала и начали собирать трупы итальянцев, чтобы похоронить их; всего было обнаружено 189 тел, в том числе майора Мелли и других офицеров.
3 сентября итальянцы после 4-х часового боя успешно отбили у ливийцев Бир-Билал.